# Pibrac
Pibrac ist eine französische Gemeinde mit 8828 Einwohnern (Stand: 1. Januar 2022) im Département Haute-Garonne in der Region Okzitanien im Südwesten Frankreichs. Sie gehört zum Arrondissement Toulouse und ist Teil des Kantons Toulouse-7.

## Geographie
Pibrac liegt im Großraum von Toulouse, etwa fünfzehn Kilometer westlich der Stadt. Durch die Gemeinde fließen die Aussonnelle und ihr Zufluss Courbet.
Umgeben wird Pibrac von den Nachbargemeinden Montaigut-sur-Save und Mondonville im Norden, Cornebarrieu im Nordosten, Colomiers im Osten, Plaisance-du-Touch im Südosten, Léguevin im Süden, Brax im Südwesten, Lasserre-Pradère im Westen und Lévignac im Nordwesten.

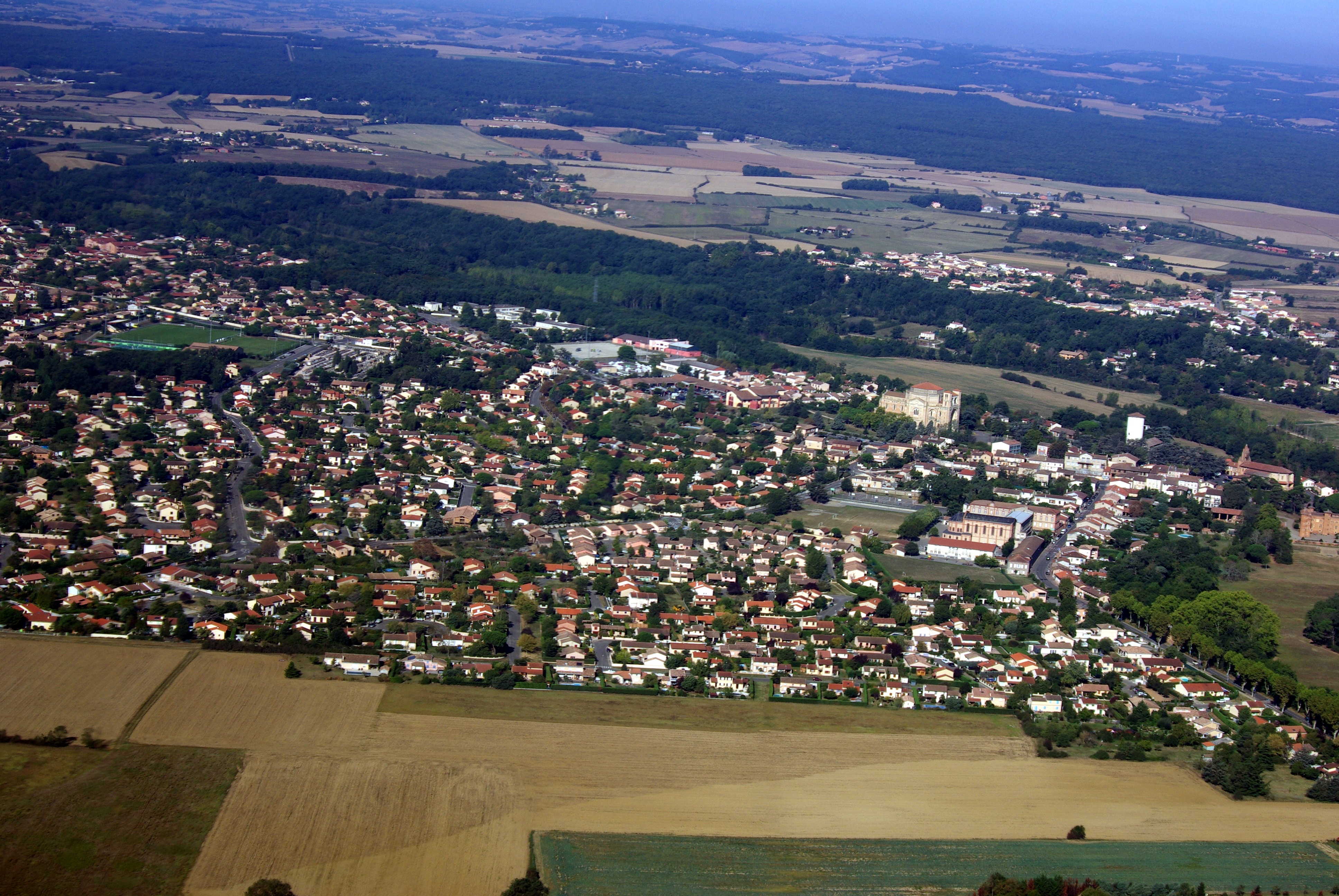
Blick auf Pibrac

## Geschichte
Anfang des 12. Jahrhunderts bestand an der Stelle der heutigen Ortschaft eine Burg. Der erste überlieferte Burgherr war Pierre de Pibrac. Aus Pibrac stammen Guy Du Faur de Pibrac (Graf von Pibrac, 1529–1584) und von Germaine Cousin, die nach ihrer Heiligsprechung zur Heiligen Germaine wurde. Die Basilika, die zu ihren Ehren im byzantinisch-romanischen Stil gebaut wurde, wurde 1900/1901 fertiggestellt.

## Sehenswürdigkeiten

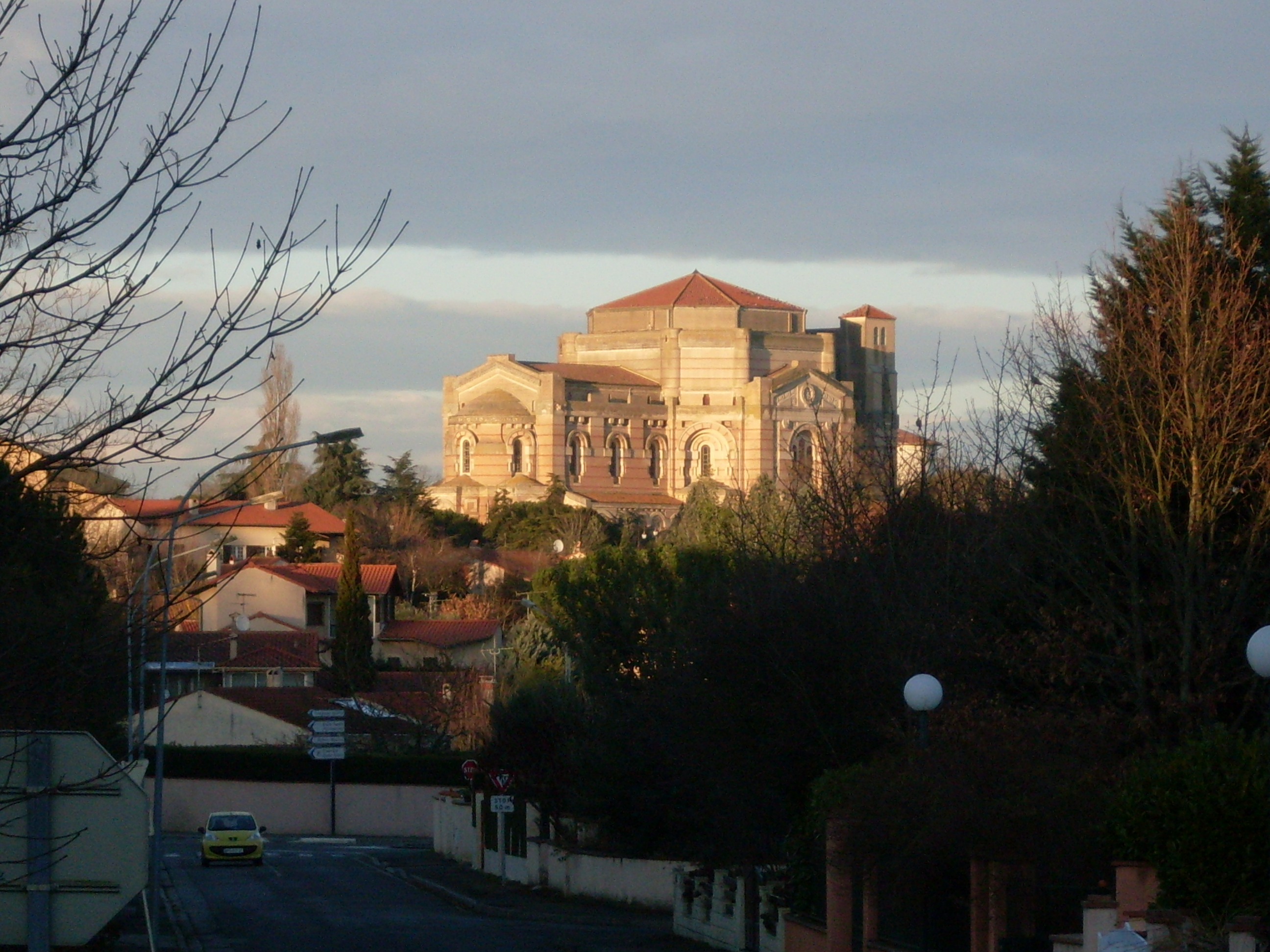
Basilika Sainte-Germaine

Siehe auch: Liste der Monuments historiques in Pibrac
- Basilika Sainte-Germaine, Wallfahrtskirche für Saint Germaine (Germain Cousin 1579–1601) aus dem frühen 20. Jahrhundert.
- Kirche Sainte-Marie-Madeleine, Backsteinkirche ursprünglich aus dem 13. Jahrhundert. Aus dieser Zeit existiert nur noch der Glockenturm. Das Kirchenschiff stammt aus dem 16. Jahrhundert und der Anbau, in welchem sich heute das Pilgerbüro für die Wallfahrt zu "Saint Germaine" befindet, stammt aus dem 19. Jahrhundert.[1]
- Schloss Pibrac, seit 1932 Monument historique
- Tor Heinrichs IV.

## Bevölkerungsentwicklung
- 1962: 1036
- 1968: 1518
- 1975: 2291
- 1982: 4245
- 1990: 5879
- 1999: 7440
- 2006: 7713
- 2011: 8182

## Verkehr
Durch die Gemeinde führt die Route nationale 124.
Pibrac hat einen Bahnhof an der Bahnstrecke Saint-Agne–Auch und wird im Regionalverkehr von Zügen des TER Occitanie zwischen Toulouse und Auch bedient.

## Persönlichkeiten
- Pierre Dufaur de Pibrac (verstorben 1557)
- Guy Du Faur de Pibrac (1529–1584), Graf von Pibrac und Schriftsteller
- Daniel Prix Germain Du Faur de Pibrac (1750–?), Musketier
- Jean Garaud (um 1380), Herr von Pibrac